# Station Nieul
Station Nieul is een spoorweghalte in de Franse gemeente Nieul.